# Sultanat de Gran Comora
El sultanat de Gran Comora fou un estat que va existir a l'illa de la Gran Comora (Grande Comore) entre 1886 i 1904. Va sorgir de la unificació imposada pels francesos dels sultanats de l'illa, el nombre dels quals va variar al llarg dels temps, entre 20 i 5 (12 al llarg del segle XIX).

## Història

### Característiques dels sultans de la Gran Comora
La Gran Comora es va caracteritzar per la inestabilitat i la lluita perpètua d'un grapat de petits principats que tractaven de dominar un a l'altre; la tradició política de l'illa fou típicament feudal.
L'illa estava dividida en uns vuit petits sultanats, de vegades més, de vegades menys, depenent de l'època, tots els quals estaven en poder d'un clan; el clan Hignia Foumbaia va dominar el sultanat d'Itsandra, el qual va tenir com a vassalls més o menys fidels als sultanats d'Oichili i Hamahane; el clan Higna Pirusa governava el sultanat de Bambao, i tenia com a sultanats vassalls Mitsamiouli, Hambou, Boudé i Boinkou. El clan de M'Dombozi va dominar el sultanat de Badgini, del que el sultanat de Domba era vassall.
De mida molt modesta, aproximadament la d'un cantó francès, aquests principats gairebé no tenien més que uns pocs milers d'habitants. Estaven en lluites perpètues per obtenir la fràgil hegemonia inherent al títol de sultà Tibé o sultà Principal. Aquestes lluites van donar a l'illa el nom de "illa dels sultans combatents" qualificatiu indegudament perllongat per alguns, amb fins de propaganda, a tot l'arxipèlag, tot i que gairebé no podia aplicar-se per exemple a Anjouan.
El títol de sultà Tibé no era hereditari i la guerra sembla haver estat un dels únics mitjans d'adquirir-lo amb la possessió de la propietat, ja que el guanyador havia de demostrar la generositat i distribuir gratificacions (bous, teles, arròs i mill) a fi i efecte que el seu govern va ser reconegut pels seus parells.
La identitat dels petits prínceps és poc coneguda, ja que ens ha arribat per la tradició oral, sense referències cronològiques, i llistes molt diferents segons els informants; tot el contrari que llocs com Anjouan on les relacions amb els europeus permeteren, a través dels documents deixats per ells, una certesa sobre la identitat dels successius governants i una cronologia bastant precisa.
Les províncies o sultanats tradicionals al segle xix eren els següents:
- Domba (capital Bandjamadji), província autònoma
- Mbadjini (Capitals: Chindini, Foumbani/Foumbouni), província autònoma
- Itsandra (capital N'Tsoudjini), sultanat hegemònic
- Oichili (capital Combani), sultanat secundari
- M'Boude (capital N'Tsaouéni), sultanat secundari
- Mitsiamouli (capitals: Mitsamiouli, Bangoi-Koundi), sultanat secundari
- M'Boinkou (capital Chézani), sultanat secundari
- Hamahamet (capital M'Beni), sultanat secundari
- Dimani (capital Itsikoudi), sultanat secundari
- Hamanvou (capital Hahaïa), sultanat secundari
- Hambou (capital Dembéni), sultanat secundari
- Bambao (capitals: Iconi, Moroni), sultanat hegemònic

### Sulta Ahmed Said o Miogne M'Kou
En l'època del sultà Ahmed Said o Mougne M'kou (1793 + 1875), hi havia una federació de sultanats sota l'autoritat d'un líder suprem: el sultà Thibe (Tibé). La federació estava formada per dotze províncies administrades cadascuna per un sultà. Ahmed Said, el sultà de Bambao exercia sobirania sobre cinc sultanats provincials i el seu rival, el sultà Moussa Foumou d'Itsandra, exerceix els poder sobre tres sultanats provincials. Les províncies de Badjini i Domba eren autònomes. El títol de tibé tenia origen en un comandant en cap de forces aliades que va evolucionar; no era hereditari i només podia ser adquirit per la guerra; se'l van disputar dos clans: el clan Higna Foumbaia (Inya Fwambaya) d'Itsandra, amb el tibé Moussa Foumou (+1883) i el clan Higna Pirusa (o Inya Pirusa o Matwa Pirusa) de Bambao, representat per Said Ali (+ 1916); els membres d'aquests clans heretaven el títol de « M'faume » (príncep) i el príncep investit com a tibé el títol de « Sultwan » (sultà)
De fet no hi ha informacions segures més que a partir del segle xix, quan les relacions amb els anglesos o els francesos van començar a ser més freqüents. La història de sultà Tibé Ahmed Said/Mougne M'Kou (1813-1875) podria donar una idea del que foren els regnats dels seus predecessors. Fill d'un príncep desterrat de l'illa de Pate, a la costa est d'Àfrica, i d'una princesa de Comores, Moina Mtiti, membre del clan Higna Pirusa, Mougne M'kou es va criar a Anjouan, on el seu pare s'havia refugiat; es va casar amb una filla del sultà Alaoui I amb la que va tenir al seu fill gran, Said M'Kou; a la mort del seu pare la seva tia materna va esdevenir sobirana de Bambao, i Mougne M'Kou va anar a Grande Comore el 1814. Allí, a Bambao, va formar un partit favorable a base d'emprar els diners que li havia deixat el seu pare (que havia mort sent molt ric) i guanyant-se també pel mateix sistema la simpatia dels notables d'Itsandra. Llavors Mougne M'kou va aconseguir apoderar-se de Moroni i d'Iconi i va expulsar al sultà Bamba Ouma, proclamant-se sultà de Bambao. Però això no va ser suficient per a la seva ambició. Cobejava el títol de Tibé i va començar a construir aliances amb els altres sultans, als quals va donar en matrimoni diverses dones de la seva família. Va atacar al sultà de Mbadjini o Bagdini, el va posar en fuita, i el va reemplaçar amb el seu germà. Després, amb els seus aliats, es va tornar contra el llavors sultà Tibé, Fey Foumou. El va posar en fuita i va donar el tron d'Itsandra al seu sogre Boina Foumou. A continuació, es va proclamar sultà Tibé.
No obstant això, l'ex sultà Tibé, Fey Foumou, va aconseguir formar una coalició, a la qual es va incorporar Boina Foumou. Derrotat, Mougne M'kou va ser desposseït, i sotmès a arrest domiciliari. Però va aconseguir obtenir ajuda del seu cunyat, Abdallah II d'Anjouan, que va enviar un contingent de soldats en un balener. Mougne M'Kou va ocupar Moroni i el sultanat Bambao, i llavors va jurar lleialtat al seu sogre, Boina Foumou, que mentrestant s'havia convertit en sultà Tibé. Això va succeir el 1830. El 1831 Mougne M'Kou es va declarar vassall del rei de Portugal, però els portuguesos no van persistir en mantenir aquests drets.
Al voltant de 1833 va anar a Anjouan per a les noces d'un dels seus fills; després va fer el pelegrinatge a la Meca. Va tornar i, ja escarmentat, es va acontentar durant set anys, amb el seu sultanat de Bambao a Moroni. Després una coalició es va formar al voltant de l'antic sultà Tibé, Fey Foumou, per desallotjar al sultà Tibé Boina Foumou i es van reprendre les hostilitats a l'illa. Mougne M'Kou, després de dubtar, va anar en ajuda del seu sogre; però Fey Foumou va rebre reforços dels sakalaves de Moheli, i va resultar victoriós, i Mougne M'kou de nou va perdre el seu sultanat i va quedar sota arrest domiciliari. Un any més tard, el nou sultà Tibé li va donar el petit sultanat de Oichili. Mentrestant Boina Foumou va formar una nova coalició per desbancar a Fey Foumou, al costat del qual s'havia ara posat Mougne M'kou. Boina va obtenir la victòria, però un any més tard, va retornar el sultanat de Bambao al seu gendre.
Cap a 1840, una nova coalició formada al voltant de Fey Foumou va tornar a enderrocar a Boina Foumou. Una vegada més Fey Foumou es va convertir en sultà Tibé, però ja envellit va cedir el govern d'Itsandra al seu fill Foumbavou, a qui va fer reconèixer com a sultà Tibé.
Mougne M'kou pensar llavors compensar la seva debilitat buscant l'aliança dels francesos, instal·lats des de 1841 a Mayotte. Va tenir relacions amb els comandants superiors de la colònia que li van permetre arribar a tenir dels francesos una consideració probablement més gran del que era adequat en realitat, i va aconseguir una protecció informal. Mougne M'Kou va aprofitar d'aquest ajut per reprendre les hostilitats contra Foumbavou el 1846, però fou derrotat i va perdre la seva plaça forta de nou i es va haver de refugiar-se a Mitsamiouli. A meitat de segle (1850-1852) es va produir la guerra dita de Mabdjini i el 1852 Mougne va recuperar Itsandra, però no va aconseguir el suport de França. El príncep Moussa es va apoderar temporalment d'Itsandra el 1861 i altre cop entre 1867 i 1873, quan contínues escaramusses van tenir lloc entre les quals l'anomenada guerra de M'dé (Bambao) el 1864. Els mariners francesos van intervenir a Iconi el desembre de 1864. M'safoumou es va proclamar sultà tibé el 1867 o 1868. El 1873, Moussa va capturar Mougne M'Kou i el va empresonar. Abans de morir va aconseguir enviar a Mayotte un correu instituint al seu net Said Ali ben Said Omar comme el seu hereu. El 1874 es va lliurar la guerra dita de Manda. Said Ahmed/Mougne M'Kou va morir l'agost de 1875.

### Sulta Said Ali
El 1879 Said Ali va visitar al sultà M'safoumou que el va nomenar com a sultà de Badjini. Entre abril i agost de 1880 Said Ali va fer valer els seus drets i es va apoderar de la Gran Comora i es va proclamar sultà Tibé. Es va lliurar la guerra de Mihambani (1881). El gener de 1882 es va iniciar una segona guerra entre Said Ali i M'safoumou que va durar un any, fins al gener de 1883; el febrer de 1883 M'safoumou, que era sultà d'Itsandra, va morir.

### Léon Humblet a la Gran Comora
El botànic Léon Humblot fou enviat a l'illa pel Muséum d'Histoire Naturelle de París per estudiar la flora i la fauna de les illes de l'oceà Índic; va desembarcar a Moroni el 5 de setembre de 1884; aviat es va fer amic del sultà (al que fou recomanat per Ferriez); es va dedicar a estudiar les plantes fins a Mbadjini. El 5 de novembre de 1885 Humblot i el sultà van signar un tractat pel que va oferir al botànic terres en exclusiva (que de fet no controlava) amb una exoneració d'impostos. A més el sultà es va comprometre a no signar un protectorat amb cap altre estat. Però els alemanys van arribar igualment el 1884 i van aconseguir hissar la seva bandera sobre les parts altes de Foumbouni (Fomboni). Humblot i va veure una amenaça pels seus interessos i va substituir la bandera. Com que la Gran Bretanya no intervenia, els alemanys van donar suport aleshores al sultà de Badjini, Hachim ben Ahmed, que no va tardar a assetjar Moroni. Humblot va marxar a Mayotte i va intentar de convèncer el governador d'intervenir, al·legant l'amenaça alemanya i el contracte amb Said Ali. La intervenció implicava el reconeixement de sobirania de Said Ali amb relació a les altres potències europees, ja que França no podia intervenir militarment per afavorir interessos privats. El protectorat francès va esdevenir efectiu i Weber fou nomenat resident, però Said Ali va preferir tractar amb Humblot, amb el que tenia confiança. Humblot i Weber sembla que van estar en conflicte permanent, principalment per les exempcions de taxes. Ali Said, disposant llavors de alguns oficials francesos i d'armes, fou implacable amb els seus enemics, fins al punt que va rebre el malnom de Mapouwa zitswa (Tallador de caps). La majoria va preferir l'exili, com per exemple el cap religiós Al-Maarouf.
El 1886, França va proposar un tractat de protectorat, en el qual, a causa dels continuats conflictes militars, proposava de reduir a 5 el nombre de sultanats en lloc dels dotze sultanats tradicionals. Said Ali va haver d'acceptar sota pressió i l'acord es va signar el 24 de juny de 1886 (tractat de Bambao). Això va portar a la guerra de Mnadzwanyongo. Mohéli fou posada sota protectorat el mateix any 1886. El gener de 1887 els francesos van fer la primera demostració militar a Mbadjini i almenys un sultà fou deportat a Diego-Suarez: el sultà Hachim de Mbadjini, que va arribar el febrer o març de 1887 però aviat es va escapar per tornar a les Comores vers octubre de 1887. Tot i que les illes conservaren certa independència a causa de la rivalitat de les grans potències, els sultans locals no tenien els mitjans per oposar-se al poder colonial. El 17 de maig de 1887 es va format la Société Française de la Grande Comore. El 1888 hi va haver una fam anomenada la "Fam de Mongwanane". El 4 de febrer de 1888 el resident Weber fou rellevat del càrrec i Humblot fou finalment nomenat resident el 17 de novembre de 1889, poc després de la segona guerra de Mbadjini (febrer a juny de 1889) i de la guerra de Zilimdjou. La companyia colonial comercial d'Humblot es va ramificar progressivament a totes les illes de l'arxipèlag; el sistema d'Humblot, afavorit pel petit territori i la passivitat còmplice de l'administració colonial, va realitzar a la perfecció una imitació de colonització.
El 20 de juny de 1889 el sultà Hachim (Hachomou) de Mbadjini va morir. El va seguir poc després M'faoumé M'madjouani, sultà d'Oichili. Però a Bambao la situació era inestable i el sulta Said Ali fou deposat pels seus ministres rebels (1890) i el febrer de 1891 va fugir a Mohéli i després a Mayotte. Els francesos el van restaurar en el tron el 19 de novembre de 1891. El 6 de gener de 1892 es va signar un nou tractat de protectorat que ampliava les facultats de la potència colonial i suprimia els cinc governs locals que serien substituïts per una divisió en 12 províncies basades en els antics límits dels sultanats, administrades cadascuna per un cadi. Les relacions entre el sultà i Humblot es van deteriorar i el 2 d'agost de 1893 Léon Humblot va patir una agressió, que no es va poder demostrar que hagués estat instigada per Said Ali. Les divergència entre el sultà i el governador francès de Mayotte, Étienne Théodore Lacascade (1893-1896) van augmentar i el 18 de setembre de 1893 Said Ali fou deposat i deportat a Diego-Suarez a Madagascar amb un petit seguici (una sola esposa) i reduït gairebé a la misèria. El 20 de novembre de 1893 es va declarar la seva deposició si bé el sultanat no fou abolit. El 1897 Said Ali fou enviat de Diego-Suarez a l'illa de la Reunió.

### Abolició del sultanat
L'1 d'agost de 1899 el comissari de policia Bouvier fou assassinat. El 29 de febrer de 1904 es va abolir l'esclavatge i també foren suprimits els tres sultanats de les Comores que restaven, incloent el sultanat vacant de Gran Comora (els altres eren Mohéli i Anjuan); els residents van perdre el poder (Humblot ja havia perdut el càrrec el 1897 quan es va intentar posar fi als seus abusos, però seguia sent el colon més gran amb dos terços de l'illa sota la seva companyia colonial i milers de treballadors locals al seu servei). El mateix 1904 va morir el líder religiós (cap de la confraria sufita Shadhili) Said Mohamed El Ma'arouf. El sultà Said Ali, aconsellat per amics francesos, va recórrer a la justícia que el 1909 li va donar la raó i va declarar nul·la la seva deposició el 1909. Va poder anar a França el 1910 però no se li va permetre retornar a Gran Comora (i menys reassolir el poder) rebent no obstant una compensació en diners (1911) a canvi d'una renuncia formal als seus drets (3 de febrer de 1911). Humblot va morir el 1914.
El juliol de 1915 es va produir la rebel·lió de M'budé, Dimani, Iconi que va costar la vida a tres persones. El 1915 o 1916 Said Ali va morir a Tamatave (Madagascar). El seu fill i hereu Saïd Houssein, es va unir a la Legió estrangera el 4 d'agost de 1916.